# Juin 2024
Juin 2024 est le sixième mois de l'année 2024.

## Environnement
Avec une moyenne de +1.64°C au-dessus de la moyenne des mois de juin pré-industriels de la période pré-industrielle 1850-1900, juin 2024 est le mois de juin le plus chaud jamais enregistré, et le douzième mois d'affilée à dépasser les +1.5°C par rapport à cette période, alors même que la formation d'un phénomène de Niña aurait dû le rendre plus froid que juin 2023. Cette série est due au réchauffement inédit des océans, qui ont absorbé 90% de la chaleur provoquée par l'activité humaine.
Conséquence directe du réchauffement, des vagues de chaleurs ont lieu dans plusieurs endroits de l'hémisphère nord. Des températures supérieures à 40°C sont relevées dans plusieurs pays : en Iran, en Irak, au Maroc, en Algérie, au Pakistan, en Inde, en Grèce, au nord de la Chine, et aux États-Unis. Des pics à 51°C sont atteints dans deux pays : le Mexique, où la canicule en cours depuis mars 2024 avait provoqué 155 morts humains (sans compter d'autres espèces animales) et 2567 problèmes de santé liés aux chaleurs extrêmes entre les 17 mars et 21 juin 2024 ; et en Arabie Saoudite, où les températures entre 51°C et 52°C provoquent la mort de plus de 1300 pèlerins (dont la moitié étant des ressortissants Égyptiens) lors du Hajj annuel à La Mecque. Autre conséquence, le Brésil, est confronté à sa pire sécheresse depuis 20 ans, déclenchant des incendies en Amazonie, en particulier au Mato Grosso do Sul.
Au Pakistan, et plus particulièrement au Sind, la vague de chaleur, qui avait commencé en mai 2024 (où les températures avaient alors atteint 52°C le 27 mai), se poursuit, provoquant 49 morts entre le 21 juin et le 1er juillet. À Karachi, le 30 juin, la température objective relevée est de 39.5°C et la température ressentie atteint les 55°C.
La Grèce connaît son mois de juin le plus chaud depuis 1960, avec des températures entre 35°C et 40°C à la mi-juin - contre une moyenne normale de 30°C-31°C pour cette période de l'année - dépassant de +3.8°C la moyenne des mois de juin de la période 1991-2020, et de +2°C juin 2012, le précédent mois le plus chaud dans ce pays.
À l'inverse, mais également causé par le réchauffement des océans qui a augmenté l'humidité de l'air, et donc l'intensité potentielle des chutes de pluie, des inondations ont lieu au Kenya, en Afghanistan, en France, et au sud de la Chine. Le même phénomène d'augmentation d'humidité de l'atmosphère est également à l'origine de la force de l'ouragan Beryl au début du mois de juillet 2024.
En Asie du Sud, ce phénomène d'augmentation de l'intensité des pluies renforce celles de la mousson. En Inde, au Pakistan et au Népal, celles-ci provoquent au moins 650 morts, à cause des inondations et des glissements de terrain qu'elles ont entraîné.

## Événements
- 26 mai au 9 juin : 123e édition des Internationaux de France de tennis.
- 1er juin :
  - élection présidentielle en Islande, Halla Tómasdóttir est élue ;
  - la Russie lance des frappes de missiles et de drones sur l'Ukraine, blessant au moins quatre personnes et endommageant des infrastructures critiques, notamment des installations énergétiques[7].
  - un bateau transportant vingt-cinq personnes chavire dans l'est de l'Afghanistan, tuant vingt d'entre elles[8].
- 2 juin :
  - élections fédérales au Mexique, Claudia Sheinbaum est élue ;
  - environ 11 civils sont tués et 42 autres blessés après de vastes affrontements à El Fasher, au Soudan[9] ;
  - la mission chinoise d'exploration lunaire Chang'e 6 atterrit avec succès sur la face cachée de la Lune[10].
- 3 juin :
  - au moins douze combattants prorégime sont tués par une frappe israélienne visant une usine d’une localité près d’Alep, dans le nord de la Syrie[11] ;
  - plus de 211 personnes sont tuées et près de 25 000 autres souffrent d'un coup de chaleur après qu'une grave vague de chaleur a frappé l'Inde[12].
- 4 juin :
  - vingt-trois avions de l'armée chinoise sont détectés autour de Taïwan, dont seize franchissent la ligne de démarcation qui sépare l'île de Taïwan du continent chinois[13] ;
  - au moins onze personnes sont tuées par deux tornades dans la province du KwaZulu-Natal, en Afrique du Sud[14].
- 5 juin :
  - au Soudan, les Forces de soutien rapide prennent d'assaut le village de Wad Al-Noora dans l'État de Gezira et massacrent près de 100 villageois[15] ;
  - au moins 16 personnes sont tuées à Beni, en république démocratique du Congo, dans une attaque menée par les Forces démocratiques alliées[16].
- 6 juin :
  - au moins trente-sept personnes sont tuées dans un bombardement contre une école de l'agence de l'ONU pour les réfugiés palestinien à Gaza[17] ;
  - au moins vingt-trois personnes sont tuées, et des dizaines d'autres blessées par des frappes ukrainiennes ayant visé des zones contrôlées par la Russie dans l'est et le sud de l'Ukraine[18].
  - le ministre de l'intérieur allemand passe commande de 38 hélicoptères H225, plus 6 options, pour la police fédérale allemande pour 1,9 milliard d'euros. Ils sont livrables de 2029 a 2036[19].
- 6 au 9 juin : élections européennes.
- 7 au 12 juin : 26e édition des championnats d'Europe d'athlétisme à Rome.
- 7 juin :
  - au moins 40 personnes sont tuées et 50 autres sont blessées lors d'une attaque des Forces de soutien rapide sur Omdurman, au Soudan[20] ;
  - l'ONG Médecins sans frontières récupère le corps de onze migrants et porte secours à plus de 64 migrants au large des côtes libyennes[21].
  - cérémonie de retrait des avions de combat F-4E Phantom II de la force aérienne sud-coréenne[22].
- 8 juin :
  - Les Forces de défense israéliennes frappent et attaquent le camp de réfugiés de Nuseirat dans le gouvernorat de Deir al-Balah, à Gaza, sauvant quatre otages kidnappés ; plusieurs civils palestiniens sont tués lors du raid, les responsables palestiniens en affirmant 210 et les sources israéliennes en affirmant moins de 100[23].
  - au moins trente-huit personnes sont tuées à Beni, en République démocratique du Congo, lors d'une attaque nocturne menée par les Forces démocratiques alliées[24].
- 9 juin :
  - élections fédérales et régionales en Belgique ;
  - élections législatives en Bulgarie ;
  - référendum en Slovénie ;
  - votation fédérale en Suisse ;
  - un engin piégé tue sept membres de l'armée pakistanaise dans le nord-ouest du Pakistan[25] ;
  - le président français Emmanuel Macron annonce la dissolution de l'Assemblée nationale.
- 10 juin :
  - le vice-président du  Malawi Saulos Chilima et neuf autres personnes meurent dans un accident d'avion ;
  - au moins cinquante personnes sont tuées et un nombre indéterminé sont kidnappées, lorsque des hommes armés attaquent le village de Yargoje dans l'État de Katsina, au Nigeria[26] ;
  - au moins 55 personnes sont tuées et 155 autres sont blessées dans les combats entre les clans Dir et Marehan dans le centre de la Somalie[27] ;
  - Trente-huit migrants de la Corne de l'Afrique se noient après le chavirage de leur bateau au large des côtes du Yémen[28].
- 10 au 23 juin : 37e édition des championnats d'Europe de natation à Belgrade.
- 11 juin :
  - six personnes sont tuées lors d’un raid de l’armée israélienne dans un village situé près de Jénine, dans le nord de la Cisjordanie occupée[29].
  - une attaque du GSIM cause la mort d'une centaine de militaires burkinabés à Mansila, au Burkina Faso.
- 12 juin :
  - au moins 80 personnes sont tuées après qu'un bateau transportant 271 passagers a chaviré sur une rivière près de Kinshasa, en République démocratique du Congo[30] ;
  - au moins 50 personnes sont tuées dans l'incendie d'un immeuble résidentiel à Mangaf au Koweït.
- 13 juin : 
  - des rebelles islamistes présumés tuent plus de 20 personnes dans le village de Mayikengo (Nord-Kivu) en République démocratique du Congo[31] ;
  - le Hezbollah lance plus de 200 roquettes sur le nord d'Israël ; en réponse, l'artillerie israélienne frappe des cibles à Yaroun, Hanine et Yater au sud du Liban[32].
- 13 au 15 juin : sommet du G7 à Fasano en Italie.
- 14 juin :
  - en Afrique du Sud, Cyril Ramaphosa est réélu président ;
  - de fortes pluies et des glissements de terrain font six morts dans le Sikkim, en Inde[33].
- 14 juin au 14 juillet : championnat d'Europe de football 2024 en Allemagne.
- 15 juin : un engin piégé tue huit membres des forces de défense israéliennes, dans un véhicule blindé de transport de troupes à Rafah dans la bande de Gaza[34].
- 15 et 16 juin : Conférence de haut niveau sur la paix en Ukraine en Suisse.
- 17 juin :
  - un train de marchandises entre en collision avec un train de voyageurs du Kanchanjungha Express au Bengale occidental, en Inde, tuant au moins quinze personnes et en blessant plusieurs autres[35] ;
  - huit Palestiniens sont tués par des tirs israéliens alors qu'ils attendaient des camions commerciaux à Gaza[36].
- 18 juin : au moins neuf personnes sont tuées et 15 sont portées disparues lors de glissements de terrain provoqués par des inondations dans les provinces du Guangdong et du Fujian, en Chine[37].
- 18 et 19 juin : une série d'explosions dans un dépôt de munitions militaires, dans la capitale du Tchad, fait de nombreux morts et blessés[38].
- 18 au 23 juin : 37e édition des championnats d'Europe d'escrime à Bâle, en Suisse.
- 19 juin : les fortes pluies de mousson provoquent des glissements de terrain au Bangladesh, tuant au moins 9 personnes, en blessant plusieurs autres et en déplaçant des millions de personnes[39].
- 20 juin : au moins 36 personnes sont tuées et plus de 60 autres sont hospitalisées après avoir consommé de l'alcool contaminé dans le district de Kallakurichi (Tamil Nadu), en Inde[40].
- 20 juin au 16 juillet : Copa América 2024 aux États-Unis.
- 21 juin : vingt-cinq personnes sont tuées et cinquante autres blessées lors de frappes aériennes israéliennes contre des tentes de personnes déplacées à Rafah, dans la bande de Gaza[41].
- 22 juin :
  - au moins 23 personnes sont tuées par les milices CODECO dans la province de l'Ituri, en République démocratique du Congo[42] ;
  - au moins 42 Palestiniens sont tués par des frappes aériennes israéliennes dans le nord de Gaza[43].
- 23 juin : 
  - attentats au Daghestan, une république russe fédérée, visant des synagogues et des églises orthodoxes, les autorités dénoncent des actes « terroristes » avec dix-neuf personnes tuées, dont quinze policiers, un prêtre orthodoxe et quatre civils[44] ;
  - huit Palestiniens sont tués dans des frappes aériennes de Tsahal qui ont frappé un collège professionnel géré par l'UNRWA dans la ville de Gaza et utilisé pour distribuer de l'aide humanitaire[45].
- 24 juin :
  - inauguration et mise en service du prolongement de la ligne 14 du métro de Paris ;
  - un incendie dans une usine de batteries au lithium à Hwaseong, en Corée du Sud, fait au moins 23 morts[46].
- 25 juin :
  - le lanceur d'alerte Julian Assange est libéré de prison après un accord avec la justice américaine ;
  - au Kenya, une manifestation contre un projet gouvernemental de nouvelles taxes dégénère dans plusieurs villes, dont la capitale Nairobi, des émeutiers incendient les bureaux du gouverneur de la ville et tentent d'incendier également le Parlement, tandis que la police tire à balles réelles sur les manifestants, provoquant au niveau national 22 morts (dont 19 à Nairobi), plus de 300 blessés et plus de 50 arrestations[47],[48] ; le lendemain, le président William Ruto retire le projet[48] ;
  - des frappes aériennes israéliennes tuent au moins 24 personnes dans la ville de Gaza, dont dix membres de la famille d'Ismail Haniyeh chef politique du Hamas[49] ;
  - la sonde spatiale chinoise Chang'e 6 parvient à se poser en Mongolie-Intérieure, en rapportant avec elle des échantillons de la face cachée de la Lune[50] ;
  - en Russie, le gouvernement bloque l'accès sur son territoire à la diffusion de 81 médias européens[51].
- 26 juin :
  - élections sénatoriales en Thaïlande ;
  - quinze personnes sont tuées dans une frappe aérienne de Tsahal sur une maison à Beit Lahiya, au nord de Gaza[52] ;
  - vingt soldats et un civil sont tués dans une attaque terroriste armée, dans l'ouest du Niger[53] ;
  - tentative de coup d'État en Bolivie ;
- 27 juin : le satellite russe Resours-P No.1 se brise en plus de 100 débris, à proximité de la Station spatiale internationale[54].
- 28 juin :
  - élection présidentielle en Iran ;
  - élections législatives en Mongolie.
- 29 juin :
  - élection présidentielle en Mauritanie, Mohamed Ould Ghazouani est réélu ;
  - des glissements de terrain au Népal font neuf morts, dont trois enfants[55] ;
  - dix-huit personnes sont tuées dans l'État de Borno, au Nigeria, après que des attentats à la bombe ont visé une cérémonie de mariage, un hôpital et des funérailles[56].
- 29 juin au 19 juillet : 14e édition du championnat du monde junior de rugby à XV.
- 30 juin :
  - élections législatives en France (1er tour) ;
  - au moins six Palestiniens sont tués à Rafah, dans la bande de Gaza, alors que les chars israéliens entrent à nouveau dans Shuja'iyya et dans certaines parties du nord de Gaza, déplaçant plus de 60 000 personnes[57].